# Koryta (Észak-plzeňi járás)
Koryta település Csehországban, az Észak-plzeňi járásban. Koryta Obora, Dolní Hradiště, Dobříč, Kozojedy és Plasy településekkel határos. Lakosainak száma 115 fő (2024. január 1.).

## Népesség
A település lakosságának változását az alábbi diagram mutatja:
| Lakosok száma | 211  | 214  | 263  | 165  | 148  | 105  | 135  | 131  | 120  | 115  |
|               | 1869 | 1890 | 1921 | 1950 | 1980 | 2001 | 2017 | 2019 | 2022 | 2024 |